# Rozbiórka

Rozbiórka

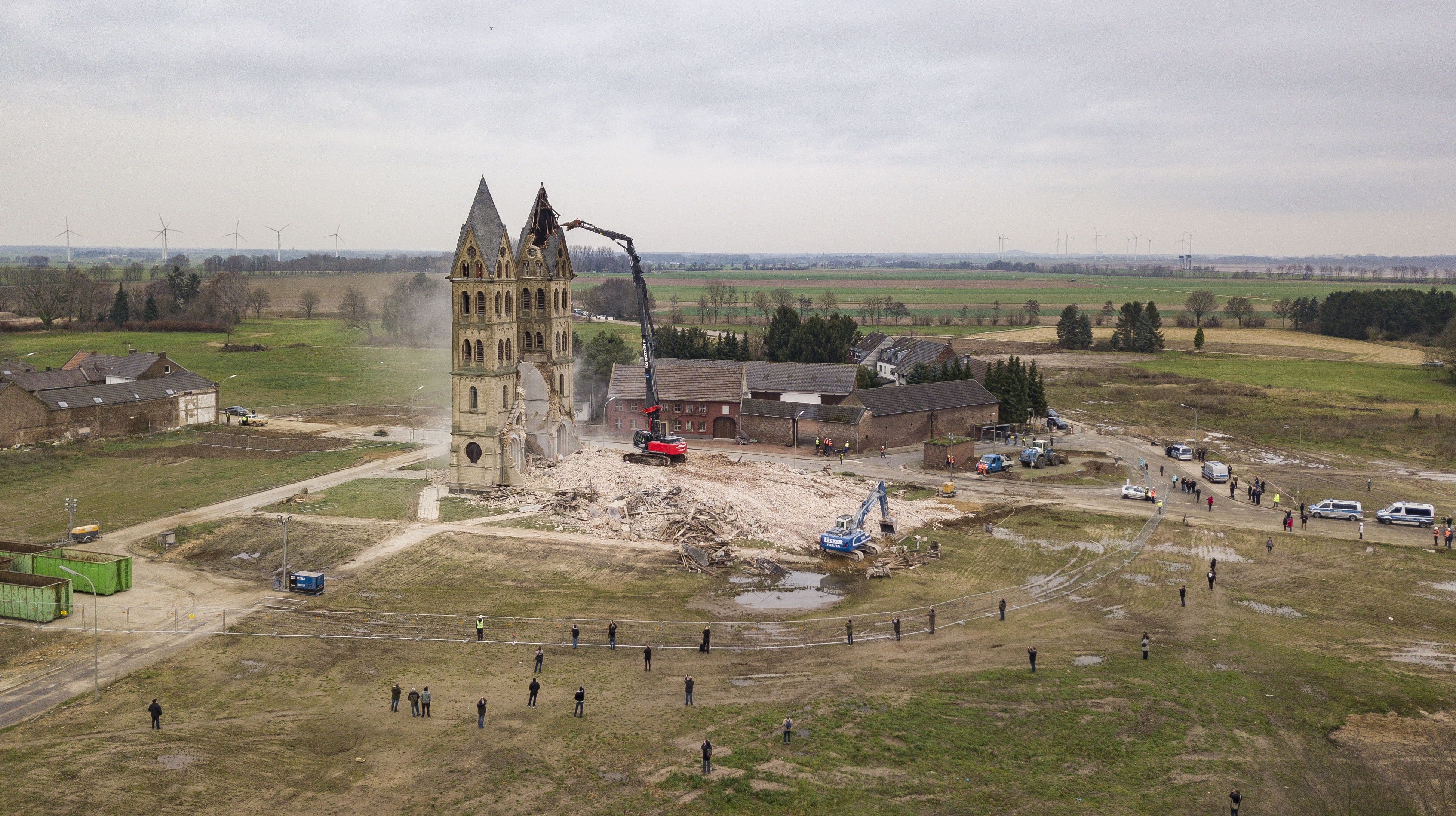
Zburzenie kościoła św. Lambertusa w ramach przygotowań do budowy kopalni odkrywkowej, Nadrenia Północna-Westfalia, Niemcy

Rozbiórka – rodzaj robót budowlanych, polegających na demontażu i usunięciu z przestrzeni określonego, istniejącego obiektu budowlanego lub jego części. Ustanowienie rozbiórki jako rodzaju robót budowlanych dokonane jest w Prawie budowlanym, w art. 3 pkt 7 tej ustawy. Takie przypisanie rozbiórki do kategorii robót budowlanych implikuje odpowiednie konsekwencje związane między innymi z wymaganiami dotyczącymi procedur administracyjnych poprzedzających rozpoczęcie rozbiórki. Art. 31 wymienionej ustawy określa dla rozbiórki, jakich obiektów wymagane jest pozwolenie na rozbiórkę, dla jakich zgłoszenie, a do jakich nie wymaga się ani pozwolenia, ani zgłoszenia. Przy prowadzeniu rozbiórki wymagane może być prowadzenie dziennika budowy (przed 27 stycznia 2023 r. dziennika rozbiórki). Dla obiektów nieużytkowanych lub niewykończonych może zostać przeprowadzone odpowiednie postępowanie dotyczące ich rozbiórki. Stosowna procedura określona jest w rozporządzeniu w sprawie warunków i trybu postępowania w sprawach rozbiórek nieużytkowanych lub niewykończonych obiektów budowlanych.